# 白洋淀纪事
《白洋淀纪事》包括孙犁1939年到1950年的短篇小说、散文等。1958年4月，由中国青年出版社首次发行。
1956年，孙犁创作中篇小说《铁木前传》时，生病疗养。老战友康濯选编此书。他与孙犁面议后，选取《荷花淀》《芦花荡》副标题《白洋淀纪事》为书名。中国青年出版社从1958年首版至2017年，累计印刷45.9万册。亦有其他多家出版社使用《白洋淀纪事》一名多次出版发行，但内容与中国青年出版社版本不同。

## 内容

### 荷花淀
傍晚，月亮升起来，女人在院子里用芦苇编席子，荷花淀里是一片银白色的世界，风吹过来一阵阵荷花香。
女人的丈夫叫“水生”，二十五六，是中国共产党游击组长，今晚去开会了。
水生回来之后，告诉妻子，明天要去大部队，妻子猛然惊醒，被芦苇滑破了手指，妻子问水生，你走了，家里怎么办？水生说还有你，打败日本鬼子再回家感谢你。
水生告诉妻子，要读书识字，要抓生产，如果被日本鬼子逮住要鱼死网破、
第二天，妻子送别了水生。
几天之后，女人们在荷花淀碰上了鬼子，鬼子追捕她们，躲在芦苇荡的中国共产党部队出击打败了鬼子。
这年秋天，这些荷花淀的女人们也学会了射击，以防身和帮助打鬼子。

### 芦花荡
《芦花荡》描写一个60多岁的老爷子抗日杀敌的故事，他“浑身没有多岁肉，干瘪得像鱼鹰”，他老当益壮，冲破日军的封锁，给中国共产党送信，同时，老爷子对同胞饱含深情，他说：“他们打伤了你，流了这么多血，等明天我叫他们十个人流血”，老爷子不空口说白话，而是付诸行动，老爷子对付日军的办法是用枯木桩绑上锋利的钩子，钉在深水区，日军进入之后，被钩子钩住，就出来拿竹蒿敲破他们的脑袋。

## 主题和风格
《荷花淀》是该作品的代表性短篇小说，背景在河北省，它是描写战争的短篇小说的杰作，以“月夜”、“荷花淀”、“芦苇荡”、“小船”，还有富有人情味的“水生嫂”掩饰了硝烟味的抗日战争，结构则是“夫妻话别—探亲遇敌—白洋淀抗敌—胜利见夫”。